# Кузнецова, Дарья Сергеевна
Дарья Сергеевна Кузнецова (род. 29 июля 1980, Саратов, Саратовская область, РСФСР, СССР) — российский композитор, музыкальный продюсер и автор песен. В 2020 году Дарья написала и спродюсировала проекты, составившие основную часть композиций альбома Зары «На полную громкость», а также синглы «Она моя» и «Острой бритвой» для российского певца Димы Билана. В 2021 году работала с Михаилом Гуцериевым и был создан проект «Вселенная GM», первый в истории российской музыкальной индустрии сериал, состоящий из клипов артистов категории «А«.

## Биография
Родилась 29 июля 1980 года в городе Саратове. С пяти лет она начала учиться в Центральной детской музыкальной школе, по классу скрипки. Находясь ещё в совсем маленьком возрасте, впервые вышла на сцену саратовской консерватории, исполнив известные произведения Бетховена в сопровождении симфонического оркестра.
В 15 лет начала профессионально заниматься вокалом и параллельно поступила в Лицей с углубленным изучением математики и физики, а через два года стала студенткой экономического факультета СГАУ. В декабре 1997 года Дарью пригласили принять участие в международном фестивале, который проходил в Каире (Египет). После приезда из Каира, она приняла решение окончательно связать свою жизнь с музыкой и поступила в Училище имени Гнесиных, мменно там она познакомилась с Димой Биланом, Юрием Саульским, и тогда же Дарья начала писать свои первые песни. 
Дарья окончила училище экстерном и спустя некоторое время серьёзно увлеклась телевизионной журналистикой. В 2004 году она приехала в Саратов и начала работать в экономической сферой. Спустя год работы в новой сфере, она возглавила два крупных акционерных общества и стала главой основного торгового градообразующего предприятия, а 2014 году Дарья покинула пост руководителя предприятия и приняла решение вместе с семьёй переехать в Сочи.
В 2016-м году были выпущены первые авторские композиции Дарьи с различными артистами: Александр Шоуа (группа Непара) и Артур Бэст с песней «Я украду её», Зара «Негордая», «Не молчи» в исполнении певицы Алсу и «Когда я уйду» для Эмина в соавторстве с Татьяной Рогозиной. Все музыкальные проекты, в которых принимала участие Дарья, получили различные награды главных музыкальных премий страны: «Золотой граммофон», «Песня года», «Премия Шансон».

## Карьера
В 2020 году написала и осуществила цикл музыкального продюсирования ряда песен, составивших основную часть альбома Алсу «Я хочу одеться в белое» и певицы Зары «На полную громкость». Также в 2020 году Дарья Кузнецова написала композицию «Она моя» для Димы Билана. Данная песня была высоко оценена музыкальном сообществом, собрав множество наград различных премий. Видео на песню «Она моя» вызвало настоящий ажиотаж в сети и привлекло повышенное внимание.
В 2021 году начала работать с Михаилом Гуцериевым. Сотрудничество композитора с поэтом вылилось в проект «Вселенная GM», первый в истории российской музыкальной индустрии сериал, состоящий из клипов артистов категории А: стихи и музыка в красивой экранизации, все эпизоды объединены одним артефактом, который радикально что-то меняет в жизни главного героя.
Первый эпизод — это клип «Покажу паранойю» в исполнении Анатолия Цоя. Второй был создан при участии Ани Лорак и представлял собой экранизацию песни «Рядом, но не вместе». Продолжил путешествие по «Вселенной» Сергей Лазарев с треком «Не пытайся повторить». Следующим эпизодом стала работа с Ольгой Бузовой, и это только часть героев «Вселенной GM». Все клипы и песни занимают высшие строчки в главных чартах страны.
Дарья качестве композитора стала абсолютным рекорсдменом по количеству дипломов музыкального фестиваля «Песня года 2023». А также два года подряд была номинирована в номинации «Лучший композитор» по мнению академиков «Российской национальной музыкальной премии Виктория». В этом же сезоне вместе с Сергеем Лазаревым были выпущены три хита: «Не пытайся повторить», «Вкус малины», «Алый закат», «Вкус малины» и «Алый закат» стали победителями премии «Золотой граммофон».
На премии РуТВ 2024 Сергей Лазарев, получая награду за главную песню года «Алый закат», пригласил композитора Дарью Кузнецову на сцену и торжественно передал ей статуэтку. Также, видеоклип на песню «Острой бритвой» в исполнении Димы Билана, который является частью продюсерского проекта Дарьи «Вселенная GM», завоевал три главные награды как лучшее видео на премиях «Жара Мьюзик Awards», «РуТВ» и «Российская национальная музыкальная премия Виктория».
Осенью 2024 года планируется выход нового драматического и ультрасовременного сериала «Дайте шоу!», главную роль в нём исполняет актёр Милош Бикович, играя современную поп-звезду. Дарья является музыкальным продюсером проекта, в рамках которого ею были написаны несколько песен специально под главного героя Биковича. Первая из песен «Танцуешь со мной!», уже вышла на всех цифровых площадках. Сериал выходит на платформе Иви, Режиссёром сериала выступил Дмитрий Литвиненко.

## Награды и премии
| Год  | Награда                        | Номинируемая работа    | Категория               | Результат |
| ---- | ------------------------------ | ---------------------- | ----------------------- | --------- |
| 2018 | «Шансон Года»                  | «Я украду её»          | —                       | Диплом    |
| 2018 | «Золотой граммофон»            | «Неверная»             | —                       | Номинация |
| 2018 | «Песня года»                   | «Не молчи»             | —                       | Номинация |
| 2018 | «Песня года»                   | «Останься со мной»     | —                       | Номинация |
| 2019 | —                              | «Когда я уйду»         | —                       | Диплом    |
| 2019 | —                              | «С понедельника»       | —                       | Диплом    |
| 2019 | «Премия Music Box Gold»        | «С понедельника»       | —                       | Номинация |
| 2023 | «Премия Жара Media Awards»     | «Верни»                | Видео года              | Номинация |
| 2023 | «Премия Жара Media Awards»     | «Верни»                | Танцевальный хит года   | Номинация |
| 2023 | «Национальная премия Виктория» | «Покажу паранойю»      | Композитор года         | Номинация |
| 2023 | «Национальная премия Виктория» | «Покажу паранойю»      | Музыкально видео года   | Номинация |
| 2024 | «Премия Жара Music Awards»     | «Острой бритвой»       | Видео года              | Номинация |
| 2024 | «Премия Жара Music Awards»     | «Острой бритвой»       | Музыкальное видео года  | Победа    |
| 2024 | «Премия Жара Music Awards»     | «Острой бритвой»       | Песня года              | Победа    |
| 2024 | «Премия RU TV»                 | «Алый закат»           | Лучшая песня            | Номинация |
| 2024 | «Премия RU TV»                 | «Не пытайся повторить» | Музыкальное видео года  | Номинация |
| 2024 | «Премия Муз-ТВ»                | «Острой бритвой»       | Лучшая песня            | Номинация |
| 2024 | «Премия Муз-ТВ»                | «Острой бритвой»       | Лучшее лирическое видео | Номинация |
| 2024 | «Премия Муз-ТВ»                | «Острой бритвой»       | Лучшее видео            | Номинация |
| 2025 | ЖАРА Music Awards              | «It's My Life»         | Музыкальное видео года  | Номинация |
| 2025 | «Вселенная GM»                 | «Помада на щеке»       | Городской романс        | Победа    |
| 2025 | «Вселенная GM»                 | «Помада на щеке»       | Композитор года         | Номинация |
| 2025 | «Вселенная GM»                 | «Помада на щеке»       | Музыкальное видео года  | Номинация |